# Marocaster
Marocaster coronatus
Genre
Espèce
Marocaster est un  genre éteint d'étoiles de mer, de la famille des Goniasteridae, du Barrémien (Crétacé inférieur) trouvé à Taba au Maroc.

## Systématique
Ce genre mono-typique est représenté par Marocaster coronatus décrite par l'américain Daniel B. Blake et le français Roland Reboul en 2011.
L'holotype est conservé au Muséum de Toulouse (MHNT.PAL.2012.2.2).

## Liste d'espèces
Selon Paleobiology Database (25 mars 2014) :
- Marocaster coronatus Blake and Reboul, 2011

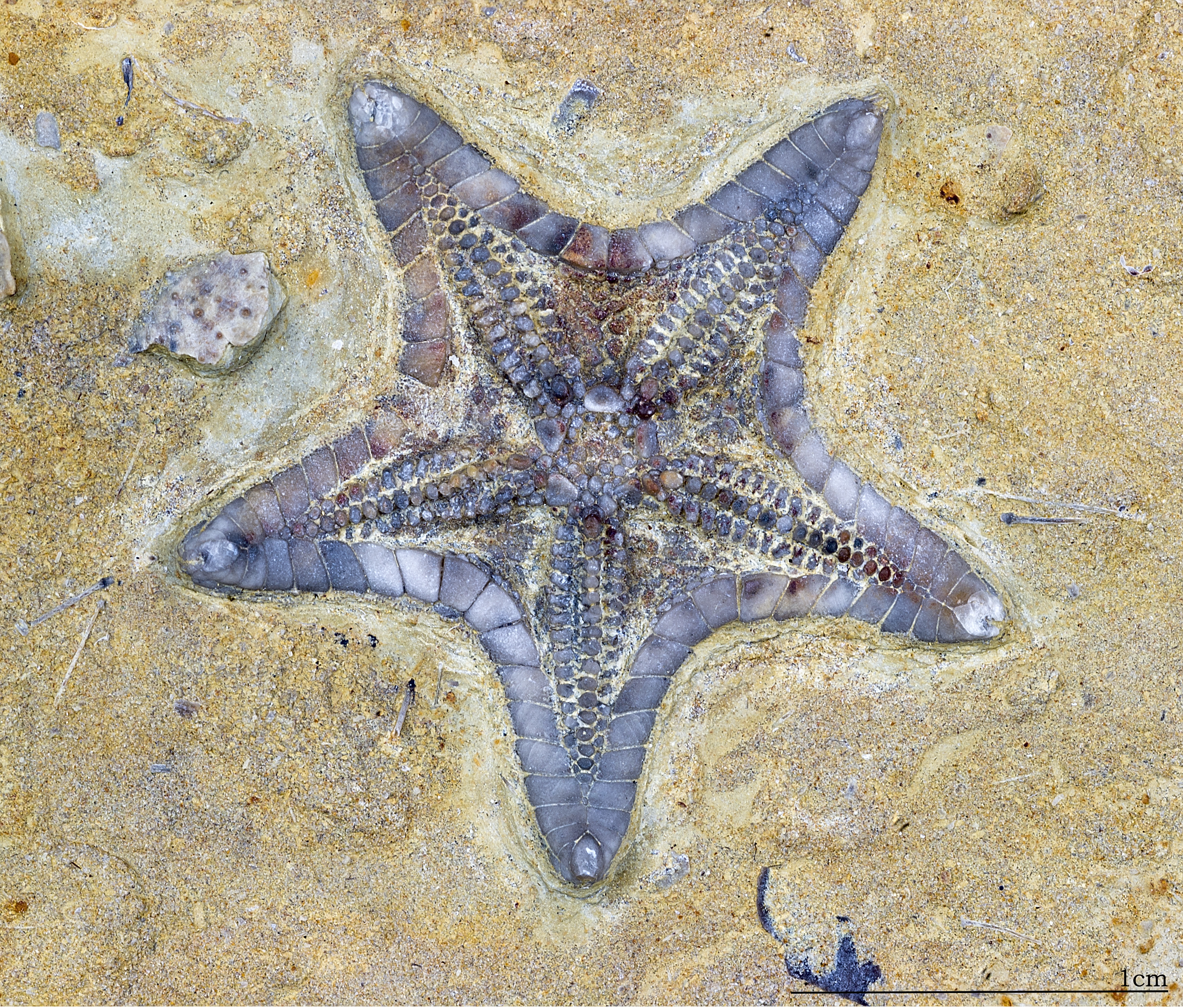
Marocaster coronatus Holotype au Muséum de Toulouse.